# フランクリン郡 (ミズーリ州)
フランクリン郡（英: Franklin County）は、アメリカ合衆国ミズーリ州の郡である。人口は10万4682人（2020年）。ミズーリ川南岸に位置する。郡庁所在地はユニオンであり、同郡で人口最大の都市はワシントンである。フランクリン郡はセントルイス都市圏に属しておりセントルイス西部郊外を構成している。フランクリン郡は1818年に組織化され、建国の父であるベンジャミン・フランクリンに因んで名付けられた。
郡内にはハーマン・ブドウ栽培地域に含まれるワイン醸造所があり、またミズーリ川の両岸に跨るミズーリ・ラインランドと呼ばれる地域に属している。田園部ではメタンフェタミンの製造と消費という問題があり、2005年のA&Eテレビのドキュメンタリー『Meth: A County in Crisis』で取り上げられた。

## 歴史
フランクリン郡となった地域の前史時代は幾つかのインディアン文化が続き、ヨーロッパ人と遭遇したときはオーセージ族インディアンが住んでいた。スペイン帝国が地域を支配した時代に、最初のヨーロッパ人が入植した。スペインの丸太作り砦サンフアン・デル・ミズリ（1796年-1803年）が現在のワシントン市に建設された。アメリカ独立戦争の後、新しいアメリカ合衆国からの移民が西に動き始めた。その中には探検家で1799年に地域の開拓を始めたダニエル・ブーンの家族と追随者もいた。その後の20年間、大半の開拓者はアッパーサウスから来ており、土地を耕すために奴隷を連れてきていた。
1833年、かなりの数のドイツ人移民が地域に入り、間もなく奴隷所有者の数を上回るようになった。ドイツ人は奴隷制度に反対し、その子孫は南北戦争のときに北軍の強い支持者となった。南軍の将軍スターリング・プライスが戦中にその部隊を率いて地域を略奪して回った。
南北戦争以前に、地域には蒸気船が来るようになり、荷物や旅人の運搬に力を発揮した。鉄道が開通すると交通の中心になった。南北戦争終戦時には製造業が興り、成功するものが続いた。
小都市バーガーの近く、バイアス・ブドウ園は1983年に指定されたハーマン・ブドウ栽培地域の中にある。ニューヘイブンに近いレブラー・ブドウ園とワイン醸造所もその中にある。ミズーリ川両岸にあるワイン醸造所はミズーリ・ラインランドと呼ばれる地域に属しており、そのブドウ園は19世紀半ばにドイツ系移民が始めたものだった。禁酒法時代以前は、ミズーリ州が国内でも第2のワイン製造州だった。禁酒法時代には、宗教的な目的で許されるワインを除いて、全てのものが閉鎖された。州内のワイン産業は完全に再建される必要があったが、それは1960年代になって開始された。近年、土地のブドウ園は賞を受けるようなワインを生産している。
田園部では違法薬物であるメタンフェタミンの製造、移送と消費という深刻な問題がある。警察と健康管理制度がこの問題を扱うために苦悩してきた。薬物を生産する研究室は一斉取締りで閉鎖されてきた。薬物と戦う郡役人の様子が2005年のA&Eテレビのドキュメンタリー『Meth: A County in Crisis』で取り上げられた。

## 地理
アメリカ合衆国国勢調査局に拠れば、郡域全面積は930.65平方マイル (2,410.4 km2)であり、このうち陸地922.81平方マイル (2,390.1 km2)、水域は7.84平方マイル (20.3 km2)で水域率は0.84%である。
ミズーリ川の中心線が名目上郡の北側郡境であるが、最初に境界が設定されてから川の流れが変わってきた。セントアルバンズ近くのセントチャールズ郡は現在ミズーリ川の南岸であり、フランクリン郡のオーガスタは現在北岸にある。
郡内をバービューズ川が流れており、その延長は107マイル (171 km) ある。この川が深く狭い峡谷を作り、大変曲がりくねっている。ユニオン市の近くでメラメック川に注いでいる。この川は大半が未開発であり、接近が制限され、橋の数も少ない、低水位のときは多くの浅瀬を渉ることができる。
フランクリン郡はオザーク高原に入っており、急峻な丘陵と深い谷、洞穴、泉、また陥没が特徴的なカルスト地形がある。地下層の岩石は通常炭酸塩鉱物であり、石灰岩や白雲岩を含んでいる。郡内の鉱業の対象としては鉛、銅、亜鉛の鉱床、および耐火物用粘土の堆積がある。大半の土壌は薄く、岩のある赤色粘土であり、農業にはあまり向いていない。ミズーリ川近くの土壌は黒く、肥沃で厚く、トウモロコシ、コムギ、大豆などの作物が栽培されている。土地の多くは、1920年代から植林された深い森林に覆われている。
ワシントン市やユニオン市の周り、州間高速道路44号線の沿線は都市化が進んでいる。セントアルバンズはセントルイス郡郊外地の延長になっているが、郡内の大半は田園的な性格を残し、準郊外地によくある広大な原生地がある。

### 主要高規格道路
- 州間高速道路44号線
- アメリカ国道50号線
- アメリカ国道66号線（1926年–1979年）
- ミズーリ州道30号線
- ミズーリ州道47号線
- ミズーリ州道100号線
- ミズーリ州道185号線

### 隣接する郡
- ウォーレン郡 - 北
- セントチャールズ郡、セントルイス郡 - 北東
- ジェファーソン郡 - 東
- ワシントン郡 - 南東
- クロウフォード郡 - 南西
- ガスコネイド郡 - 西

## 人口動態
以下は2000年国勢調査による人口統計データである。
| 基礎データ - 人口: 93,807人 - 世帯数: 34,945 世帯 - 家族数: 25,684 家族 - 人口密度: 39人/km2（102人/mi2） - 住居数: 38,295軒 - 住居密度: 16軒/km2（42軒/mi2） 人種別人口構成 - 白人: 97.47% - アフリカン・アメリカン: 0.94% - ネイティブ・アメリカン: 0.24% - アジア人: 0.27% - 太平洋諸島系: 0.02% - その他の人種: 0.20% - 混血: 0.86% - ヒスパニック・ラテン系: 0.72% 先祖による構成 - ドイツ系：44.9% - アメリカ人：13.0% - アイルランド系：10.7% - イギリス系：7.7% 年齢別人口構成 - 18歳未満: 27.4% - 18-24歳: 8.2% - 25-44歳: 30.0% - 45-64歳: 22.4% - 65歳以上: 12.1% - 年齢の中央値: 36歳 - 性比（女性100人あたり男性の人口） - 総人口: 98.5 - 18歳以上: 95.8 | 世帯と家族（対世帯数） - 18歳未満の子供がいる: 36.1% - 結婚・同居している夫婦: 60.4% - 未婚・離婚・死別女性が世帯主: 9.0% - 非家族世帯: 26.5% - 単身世帯: 22.1% - 65歳以上の老人1人暮らし: 8.9% - 平均構成人数 - 世帯: 2.66人 - 家族: 3.11人 収入と家計 - 収入の中央値 - 世帯: 54,392米ドル - 家族: 62,969米ドル - 性別 - 男性: 35,849米ドル - 女性: 23,344米ドル - 人口1人あたり収入: 24,529米ドル - 貧困線以下 - 対人口: 7.0% - 対家族数: 4.5% - 18歳未満: 7.9% - 65歳以上: 8.8% |

## 教育
フランクリン郡民成人の学歴は次のようになっている。
- 高校卒: 59.1%
- 准学士: 10.6%
- 学士: 10.9%
- 修士以上: 7.5%

高等教育機関としては、ユニオン市にイーストセントラル・カレッジがある

## 経済
フランクリン郡の失業率は2010年8月時点で10.6%であり、州平均や全国平均より上だった。
主にワシントン市にる製造業の雇用が郡内の23.8%を確保して最大であり、続いて商業、運輸業、公共事業の18.8%、教育と医療の17.7%、建設業の11.3%となっている。
最大級の雇用主は、マグネットLLC、カーディアンル・ブランズ・ヘイゼル事業部、GDXオートモーティブ、スポーラン・バリュー、メラメック・グループなど製造業であり、教育部門ではメラメック・バレーR-III教育学区、建設業では社ッツ・アンダーグラウンド・ケーブルとなっている。小さな農園やワイン醸造所も郡経済に大きく貢献している。

## 都市と町

### 都市
| - ワシントン - ユニオン - 郡庁所在地 - バーガー - ジェラルド | - ニューヘイブン - パシフィック - セントクレア - サリバン |

### 村
| - レスリー - ミラミゴアパーク | - オークグローブビレッジ - パークウェイ |

### 国勢調査指定地域
- グレイサミット
- ビラリッジ

### その他の町
| - ボーフォート - カタウィッサ - ラバディ | - ローンデル - リューバリング - モーゼル | - ロバーツビル - セントアルバンズ - スプリングブラフ | - スタントン - ジェイパン |

## 政治

### 地方
フランクリン郡の地方レベルでは共和党が大半の政治を支配しており、郡の選挙で選ばれる役職は3人を除いて独占している。

#### 国政
大統領選挙のレベルではかなり独立色が強いが、準郊外部にあり大半は田園部である郡として、共和党支持および保守的な選択を行う傾向がある。1992年と1996年の大統領選挙ではビル・クリントンが僅差でフランクリン郡を制したが、2000年と2004年は、ジョージ・W・ブッシュが強さを見せてフランクリン郡を制した。2008年は州内田園部の郡と同様、バラク・オバマよりもジョン・マケインを選んだ。
フランクリン郡は州内の田園部にある郡と同様、社会的かつ文化的に保守的政策を強く支持しており、共和党に投票する傾向がある。2004年の州民投票では、結婚を男と女の結合として定義する州憲法改正案をフランクリン郡は76.89%という圧倒的多数で賛成した。州全体でも71%の賛成で可決し、ミズーリ州は同性結婚を禁止する最初の州になった。2006年の州民投票では、胚性幹細胞の研究を予算化し、合法化する憲法改正案が掛けられたが、フランクリン郡では56.13%が反対した。州全体では51%の賛成と辛うじて改正が成立し、胚性幹細胞の研究を最初に認めた州の1つになった。郡民は伝統的に社会問題に保守的であるが、最低賃金の増加のような人民主義的施策は支持する傾向にある。やはり2006年の州民投票で最低賃金を時間あたり6.50ドルに増やす命題については、フランクリン郡では77.61%が支持した。この命題は州内のどの郡でも支持され、75.94%が賛成した。

#### 2008年大統領予備選挙
2008年の大統領予備選挙で、フランクリン郡は共和党のジョン・マケインと民主党のヒラリー・クリントンを選んだ。民主党の予備選挙ではヒラリー・クリントンが1位となり、バラク・オバマは2位だったが、大半が田園部である郡としては善戦だった。クリントンとオバマはマケインに投じられた票数を上回る得票を得た。